# Фонтейнбло (Флорида)
Фонтейнбло (англ. Fountainbleau) — статистически обособленная местность, расположенная в округе Майами-Дейд (штат Флорида, США) с населением в 59 549 человек по статистическим данным переписи 2000 года.

## География
По данным Бюро переписи населения США статистически обособленная местность Фонтейнбло имеет общую площадь в 11,65 квадратных километров, из которых 11,4 кв. километров занимает земля и 0,26 кв. километров — вода. Площадь водных ресурсов округа составляет 2,23 % от всей его площади.
Статистически обособленная местность Фонтейнбло расположена на высоте 1 м над уровнем моря.

## Демография
По данным переписи населения 2000 года в Фонтейнбло проживало 59 549 человек, 15 604 семьи, насчитывалось 20 918 домашних хозяйств и 21 881 жилой дом. Средняя плотность населения составляла около 5111,5 человек на один квадратный километр. Расовый состав населённого пункта распределился следующим образом: 85,19 % белых, 2,04 % — чёрных или афроамериканцев, 0,19 % — коренных американцев, 1,78 % — азиатов, 0,03 % — выходцев с тихоокеанских островов, 3,98 % — представителей смешанных рас, 6,79 % — других народностей. Испаноговорящие составили 87,24 % от всех жителей статистически обособленной местности.
Из 20918 домашних хозяйств в 34,9 % воспитывали детей в возрасте до 18 лет, 49,6 % представляли собой совместно проживающие супружеские пары, в 18,6 % семей женщины проживали без мужей, 25,4 % не имели семей. 18,4 % от общего числа семей на момент переписи жили самостоятельно, при этом 6,1 % составили одинокие пожилые люди в возрасте 65 лет и старше. Средний размер домашнего хозяйства составил 2,85 человек, а средний размер семьи — 3,22 человек.
Население статистически обособленной местности по возрастному диапазону по данным переписи 2000 года распределилось следующим образом: 22,7 % — жители младше 18 лет, 9,8 % — между 18 и 24 годами, 34,0 % — от 25 до 44 лет, 21,0 % — от 45 до 64 лет и 12,4 % — в возрасте 65 лет и старше. Средний возраст жителей составил 35 лет. На каждые 100 женщин в Фонтейнбло приходилось 86,9 мужчин, при этом на каждые сто женщин 18 лет и старше приходилось 82,7 мужчин также старше 18 лет.
Средний доход на одно домашнее хозяйство статистически обособленной местности составил 35 509 долларов США, а средний доход на одну семью — 36 161 доллар. При этом мужчины имели средний доход в 27 380 долларов США в год против 22 143 доллара среднегодового дохода у женщин. Доход на душу населения статистически обособленной местности составил 35 509 долларов в год. 11,9 % от всего числа семей в населённом пункте и 14,2 % от всей численности населения находилось на момент переписи населения за чертой бедности, при этом 18,7 % из них были моложе 18 лет и 15,5 % — в возрасте 65 лет и старше.